# سنگلاخ (کتاب)
سنگلاخ، مجموعه‌ای به فارسی شامل دستور زبان و واژگان ترکی به خصوص ترکی جغتایی است که در میانه‌ی قرن هجدهم میلادی توسط میرزا مهدی‌خان استرآبادی تالیف شده‌است. با توجه به علاقه‌ی میرزا مهدی استرآبادی به امیرعلی‌شیر نوایی و کتابهای او، و آگاهی بر سخت بودن مطالعه این کتب جهت افراد عامه در ابتدا بر روی لغات موجود در نوشته‌های امیر علی‌شیر نوایی تکیه نموده و سعی می‌کند تا راهنمایی برای این کتب بنویسد و در نهایت پس از گذشت زمانی تبدیل به یک کتاب می‌گردد. سنگلاخ حاوی شرح لغات و اصطلاحات موجود در دوازده اثر منظوم و نه اثر منثور میرعلی‌شیر نوایی و همچنین برخی آثار دیگر مانند دیوان سلطان‌ حسین بایقرا، بابرنامهٔ ظهیرالدین بابر میرزا ، دیوان لطفی هروی، مخزن الاسرار میرحیدر خوارزمی، گل و نوروز ملاساقی هروی، دیوان فضولی بغدادی و... می‌باشد. 

## بخش‌ها
این کتاب از سه بخش تشکیل شده است:
- قسمت مبانی اللغه - در شرح قواعد دستوری ترکی جغتایی
- قسمت فرهنگ ترکی جغتایی به فارسی
- قسمت تذییل - لغات فارسی و عربی رایج در ترکی جغتایی

بنا به نوشته موجود در انتهای کتاب زمان اختتام این کتاب دقیقاً در سال ۱۱۷۳ قمری مصادف با ۱۷۵۹ میلادی می‌باشد.
این کتاب در سال ۱۳۹۲ با تصحیح حسین محمدزاده صدیق تحت عنوان سنگلاخ: فرهنگ ترکی فارسی منتشر شده است.

## میراث
بسیاری از لغت‌نامه نویسانی که آثار خویش را پس از سنگلاخ تالیف نموده‌اند، از این اثر بهره‌مند شده‌اند. از جمله می‌توان موارد زیر را نام برد:
- خلاصه عباسی تالیف محمد خویی
- لغت اتراکیه یا بهجت اللغات تالیف فتحعلی بن کلبعلی بن مرشدقلی بن فتحعلی سپانلو قاجتر قزوینی
- الطمغای ناصری تالیف شیخ محمدصالح اصفهانی، نخستین آموزگار زبان فارسی در دارالفنون
- لغت جغتایی و ترکی عثمانی تالیف شیخ سلیمان افندی ازبکی